# Schützenschnur (NVA)

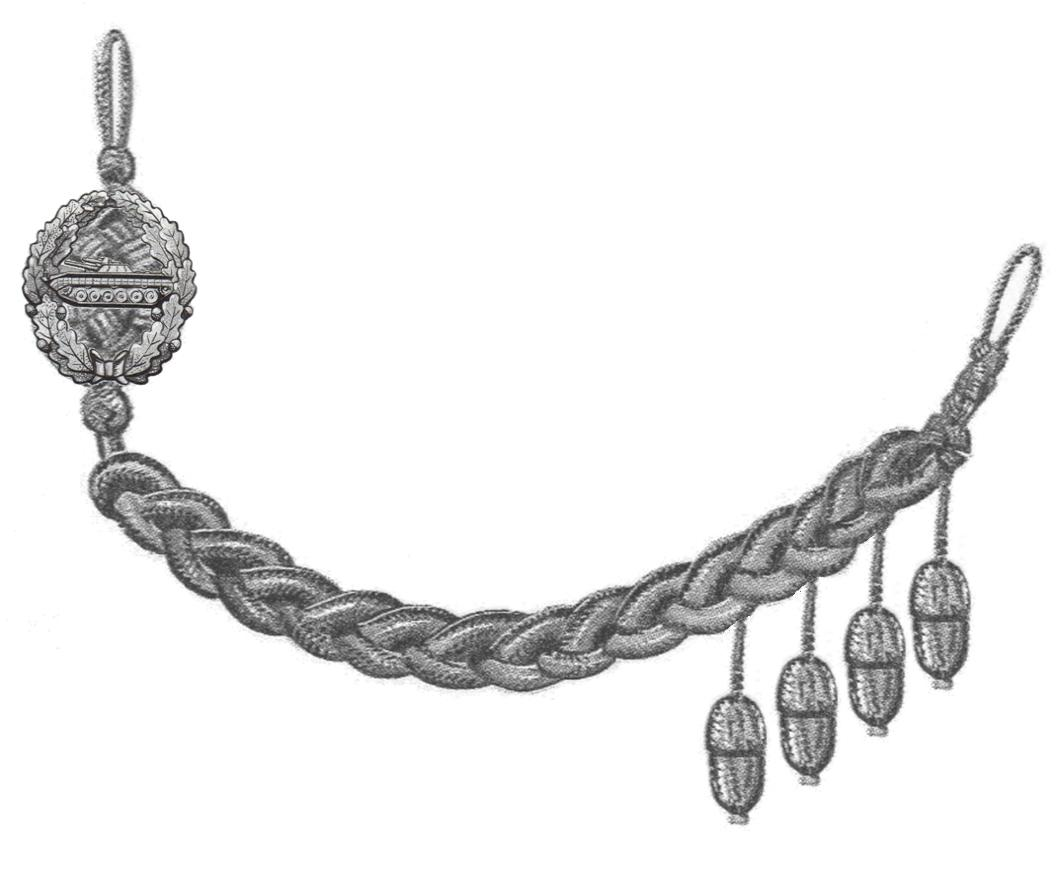
Schützenschnur für Turmbewaffnung für Schützenpanzer und Schützenpanzerwagen mit vier Eicheln 1986–1990

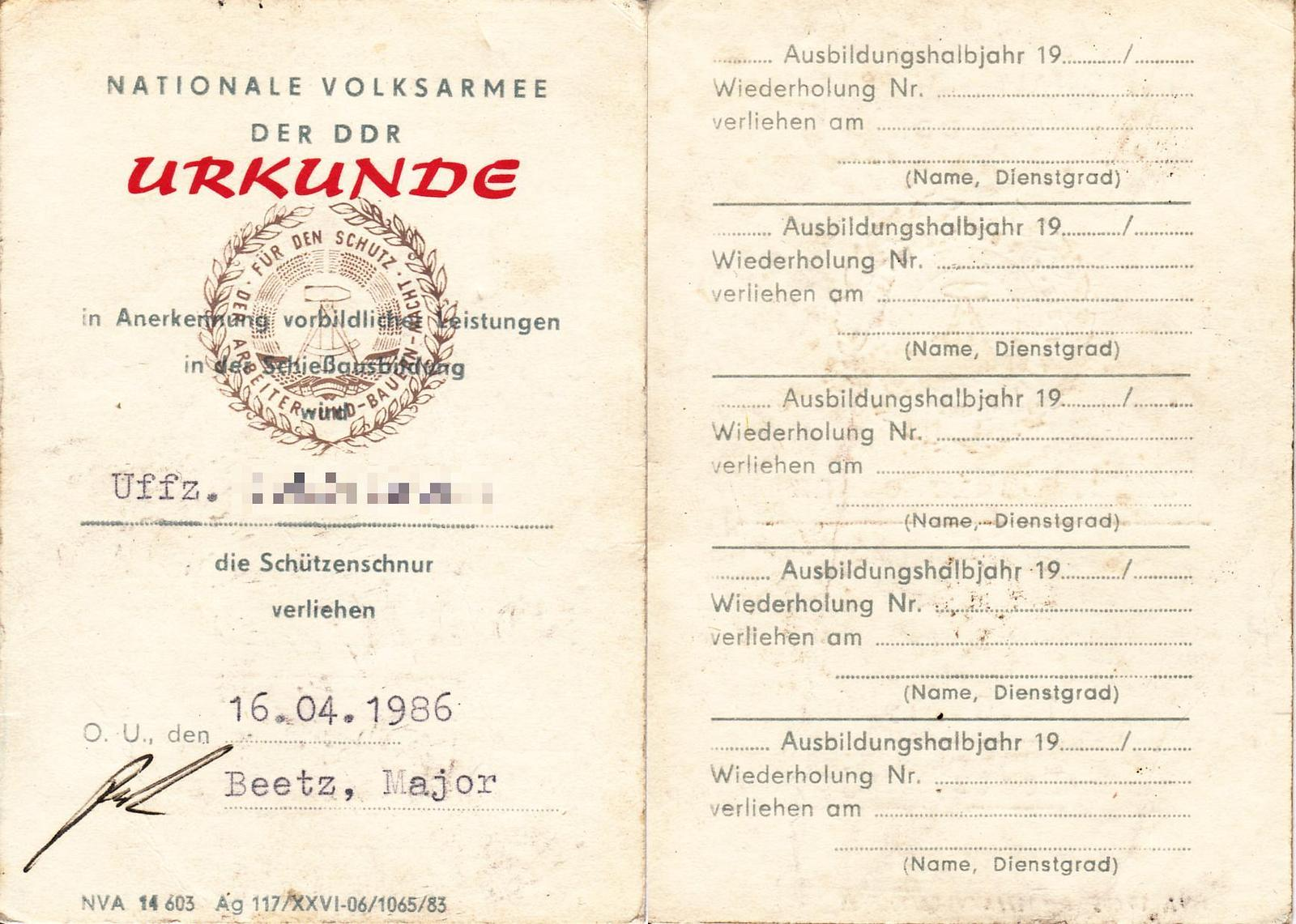
Verleihungsurkunde

Die Schützenschnur der NVA war in der Deutschen Demokratischen Republik (DDR) eine im Fachbereich des Ministeriums für Nationale Verteidigung verliehene nichtstaatliche Auszeichnung, welche am 22. Juni 1957 mit der Befehlsnummer 49/57 vom Minister für Nationale Verteidigung Willi Stoph gestiftet wurde. Gemäß diesem Befehl folgend, sollte die Schützenschnur bis 31. Dezember 1957 für die NVA eingeführt sein. Ihre ersten Verleihungen fanden jedoch schon im November 1957 statt. Die ersten Schützenschnüre wurden in diesem Jahr von der Dresdner Firma Stanzila hergestellt. Ab 1958 bis 1960 übernahm die Fertigung der VEB Präwema aus Markneukirchen. Letztere Firma war der größte Produzent für Metallabzeichen in der DDR.
Neben Leistungsabzeichen, Bestenabzeichen, Klassifizierungsabzeichen und Militärsportabzeichen gehörte die Schützenschnur zu den sogenannten „fünf Soldatenauszeichnungen“ der NVA.

## Trageweise
Bis 1979 wurden die Schützenschnüre von der rechten Schulterklappenschlaufe zum zweiten oberen Knopf des Uniformrockes getragen. Bei der zweireihigen Ausgangsjacke ebenfalls von der Schulterklappenschlaufe bis 12 cm über dem oberen Knopf unter dem Revers. Ab dem 1. Oktober 1979 dann allerdings bei der Uniform nicht mehr zum zweiten Knopf hin, sondern von der Schulterklappenschlaufe kommend zum ersten Knopf hin. Angehörige der Volksmarine trugen die Schützenschnur bis zum zweiten Lehrjahr am Kieler Hemd von der rechten Schulternaht, die etwa 7 cm von der Ärmelnaht entfernt ist, bis zum Knoten des Halstuches. Ab dem 3. Lehrjahr dann genauso wie die der Landstreitkräfte von der Schulterklappenauflage zum ersten Knopf hin.

## Verleihungsbedingungen
Die Schützenschnur konnte als Auszeichnung an alle Soldaten, Matrosen, Unteroffiziere, Maate, Unteroffiziersschüler, Fähnrichschüler und Offiziersschüler verliehen werden
- die eine vorbildliche politische und militärische Haltung besaßen,
- deren Waffen ständig in einem guten und einsatzbereiten Zustand waren und
- die bei den Schießübungen die Bedingungen zur Erlangung der Schützenschnur erfüllten.

Mit Befehl 12/59 wurden die Schützenschnüre für Schützen, Panzer und Artillerie dann auch für die Mannschaften, Unterführer und Offiziersschüler der Deutschen Grenzpolizei, der VP-Bereitschaften und die VP-Bereitschaften Berlin eingeführt und auch hier bis zur höchsten Stufe verliehen.
Mit Befehlsnummer 63/60 des Ministeriums für Nationale Verteidigung vom 1. November 1960, mit Wirkung zum 1. Dezember 1960, erfolgte eine Änderung der Verleihungsbedingungen für die Schützenschnüre. Sie konnte ab diesem Zeitpunkt an jeden Soldaten, Matrosen, Flieger, Unteroffizier, Maat, Unteroffiziers- und Offiziersschüler aller Truppengattungen der NVA verliehen werden. Allerdings nur noch für reine Schießleistungen bis zur vierten Stufe. Dabei galt die erste verliehene Eichel stets als Zulassungsvoraussetzung zum Erwerb der zweiten usw. Zur Ausgabe gelangten ab 1960 auch nur noch die silberfarbenen Schnüre mit silberfarbener Auflage bzw. für die Marine die dunkelblauen mit goldener Auflage.
1982 wurde in der Direktive Nr. 02/82 festgelegt, dass die Schützenschnur verliehen werden kann bei
- Schießen mit Schützenwaffen,
- Schießen mit Panzerbewaffnungen,
- Schießen mit Schützenpanzerwagen (SPW), Schützenpanzer (SPz) sowie
- Schießen mit Artilleriewaffen im direkten Schuss sowie für den Start von Panzerabwehrlenkraketen.

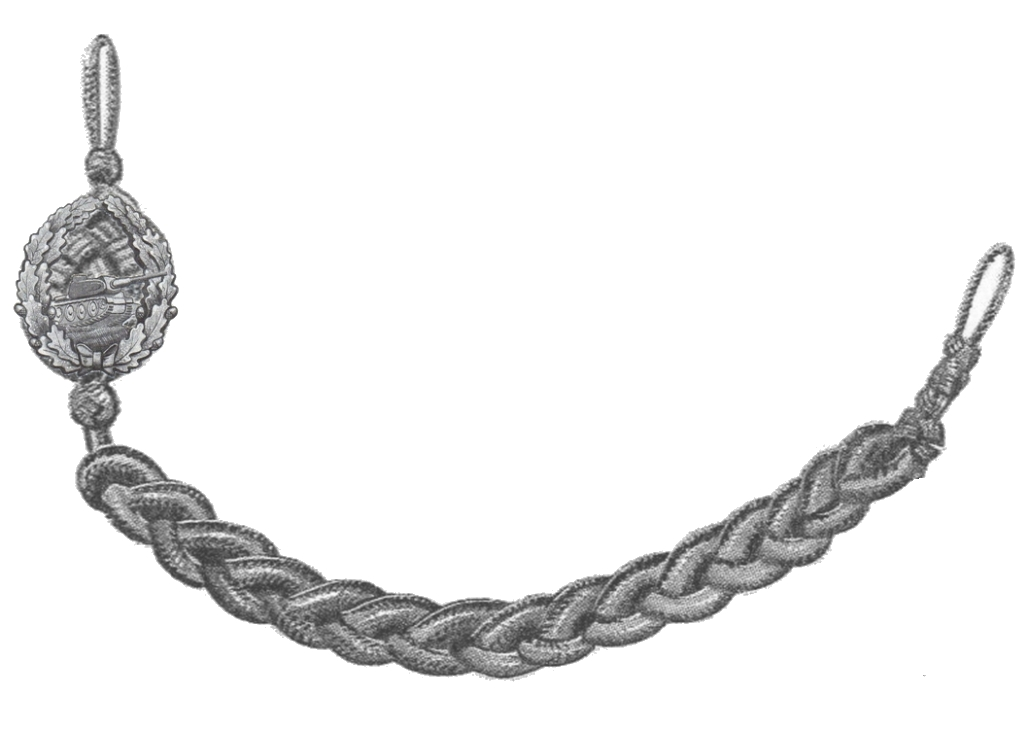
Schützenschnur für Panzerschützen 1957–1960
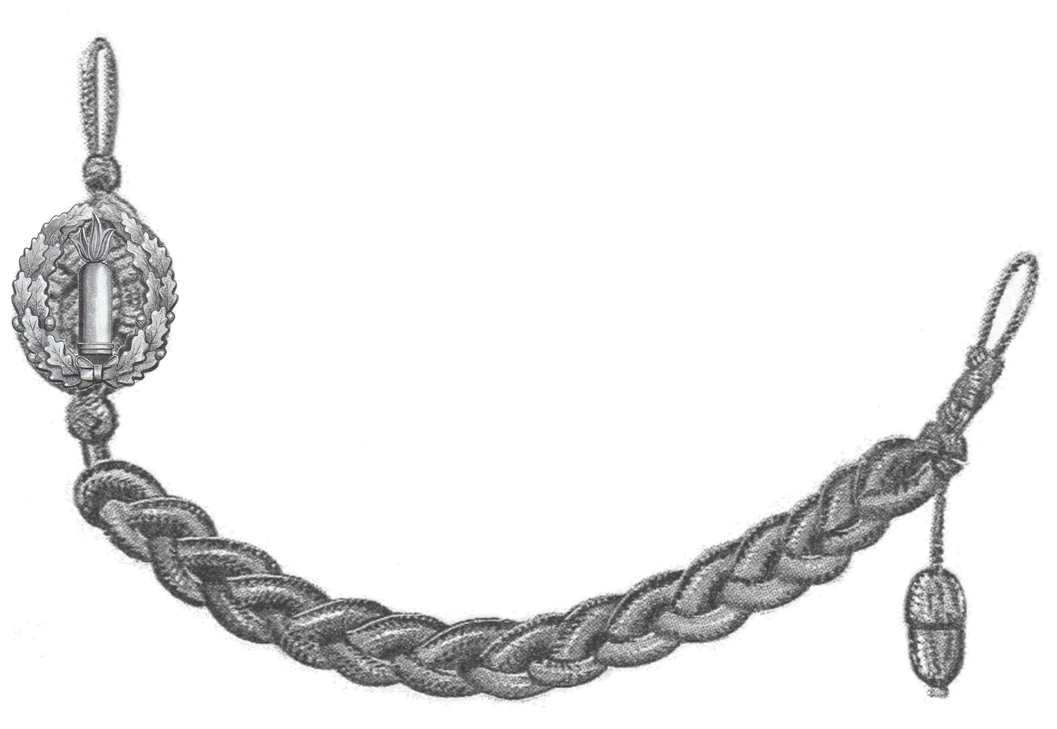
Schützenschnur für Artillerieschützen mit einer Eichel 1957–1960
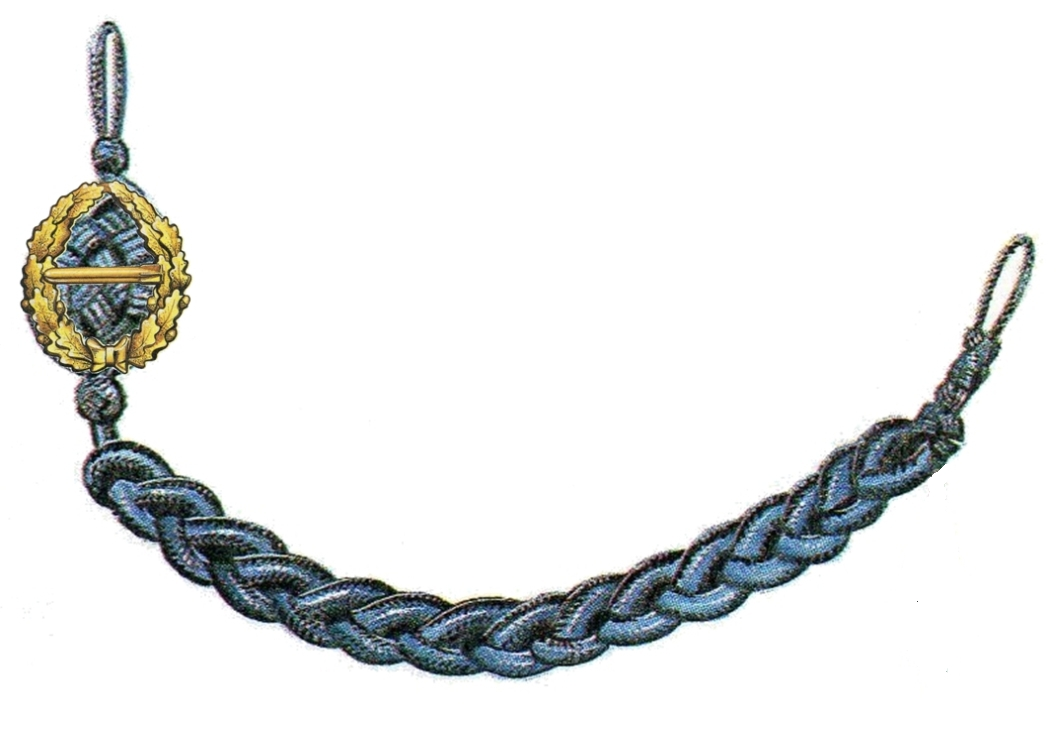
Schützenschnur Torpedoschützen der Seestreitkräfte 1957–1960
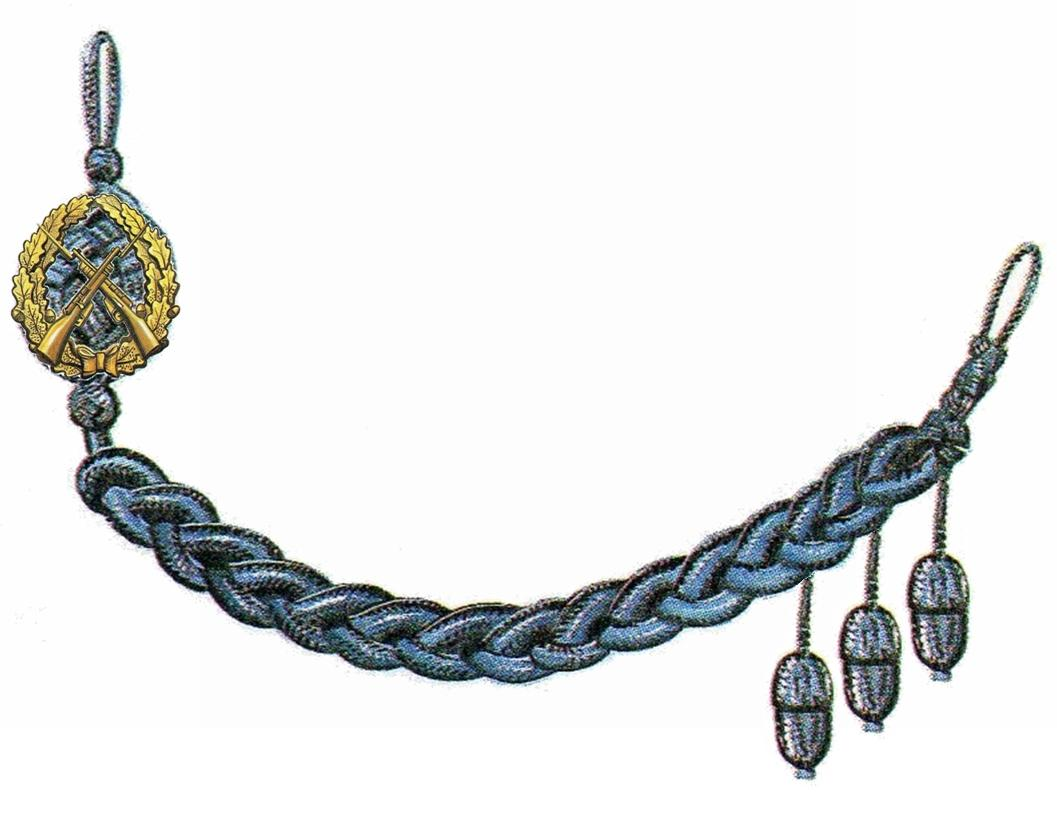
Schützenschnur Schützenwaffen Seestreitkräfte mit drei Eicheln seit 1957
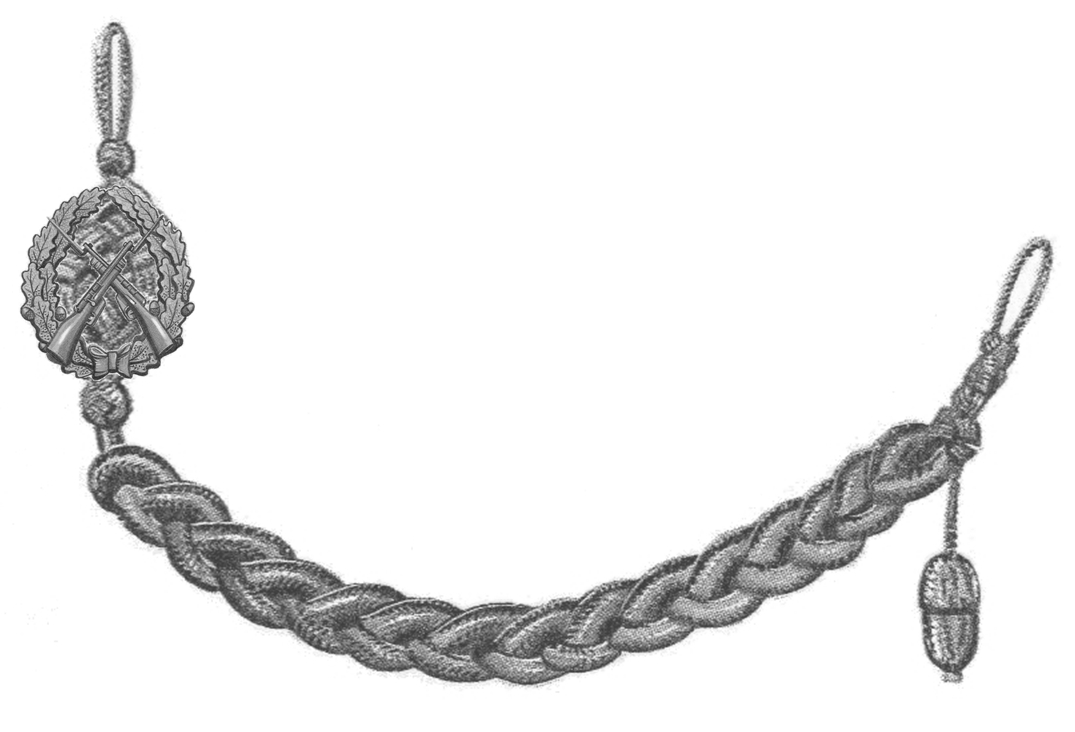
Schützenschnur Schützenwaffen Landstreitkräfte mit einer Eichel seit 1957
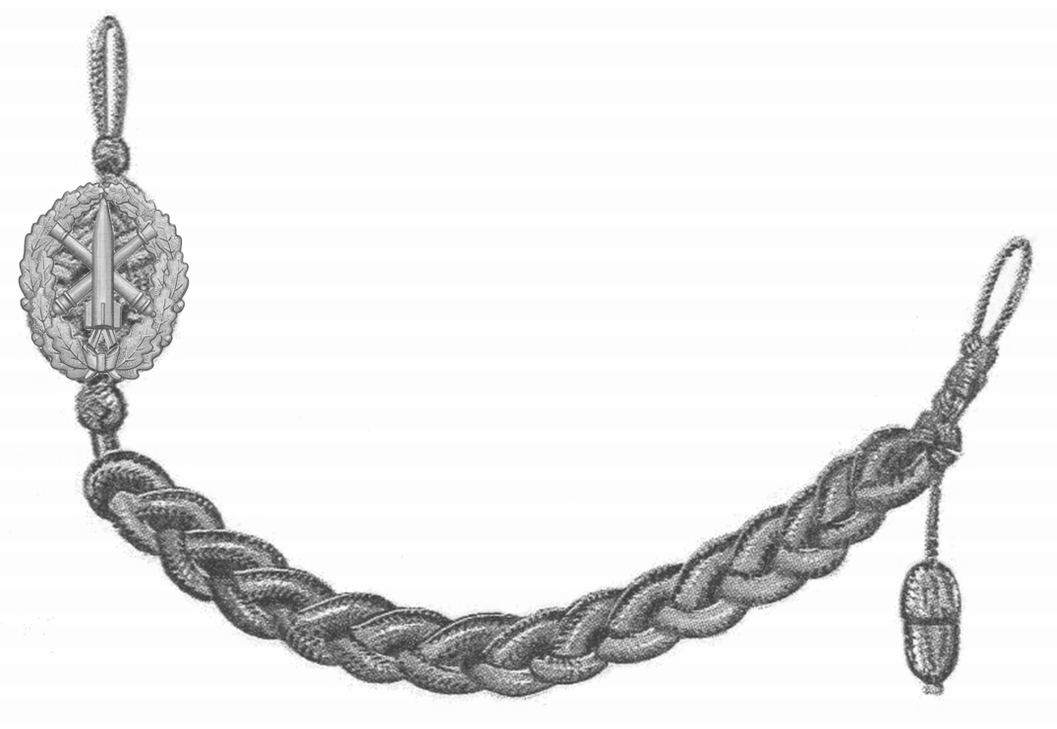
Schützenschnur für Artillerieschützen der Landstreitkräfte mit einer Eichel 1986–1990
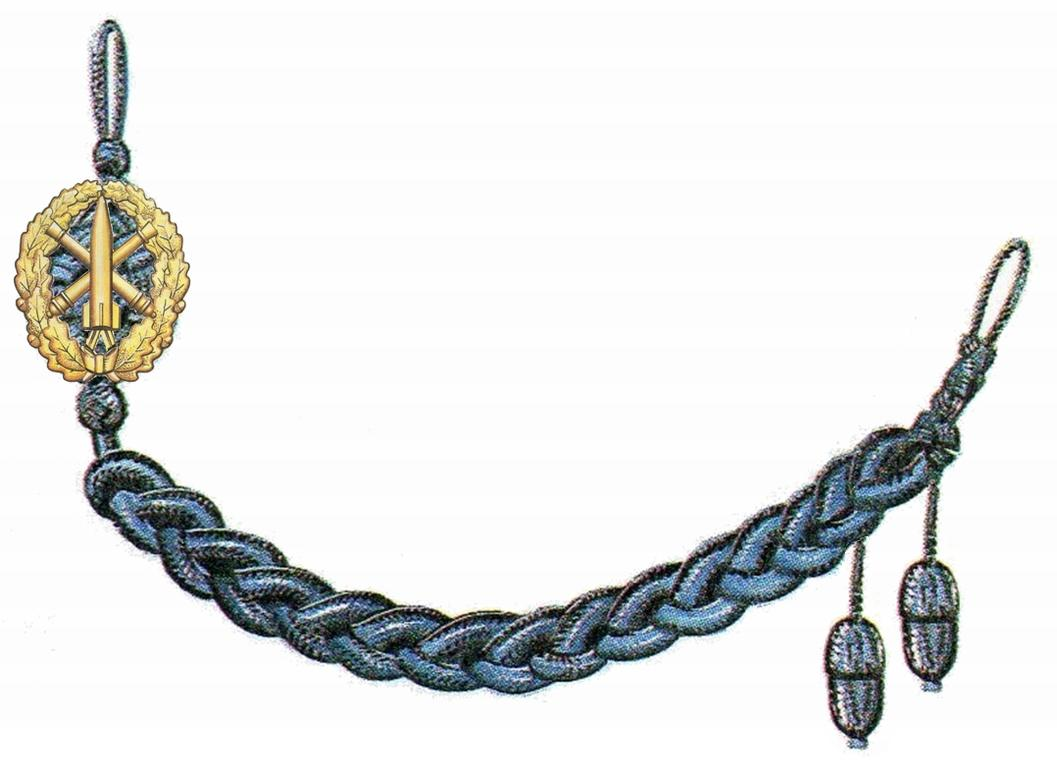
Schützenschnur für Artillerieschützen der Seestreitkräfte mit zwei Eicheln 1986–1990
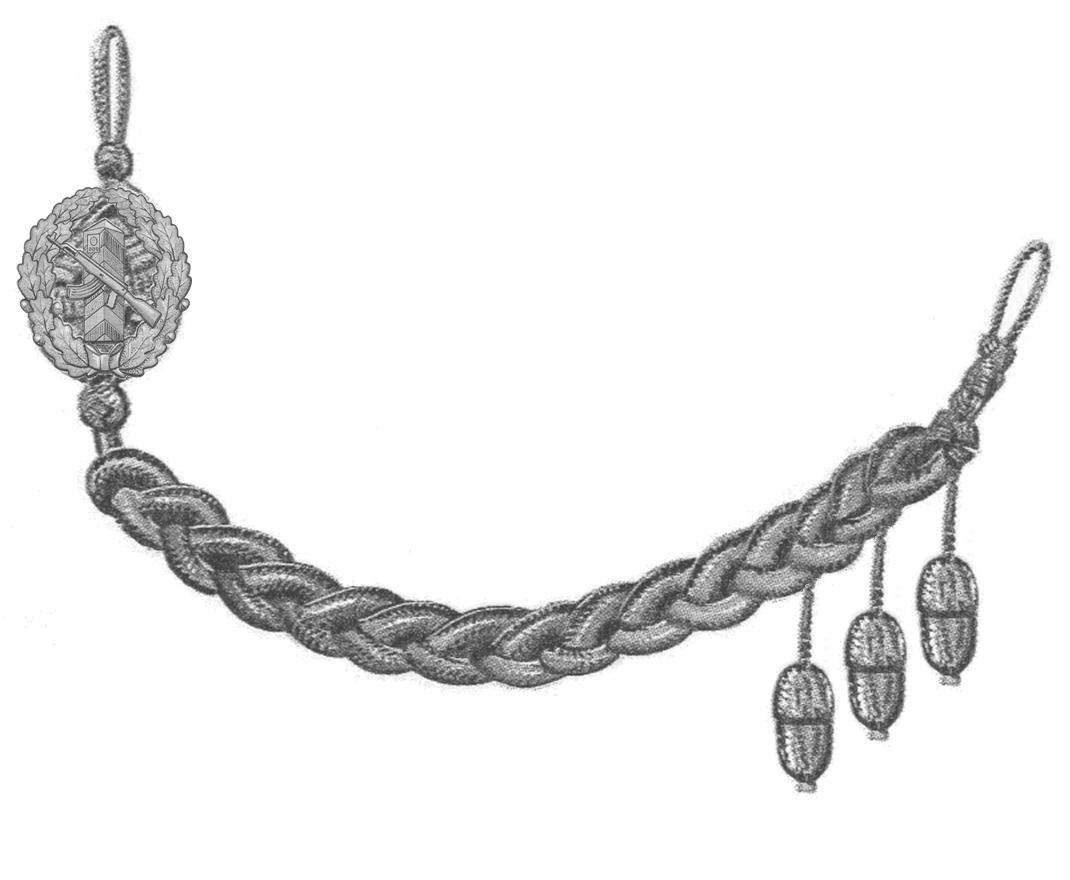
Schützenschnur der Grenztruppen zu Land mit drei Eicheln 1986–1990
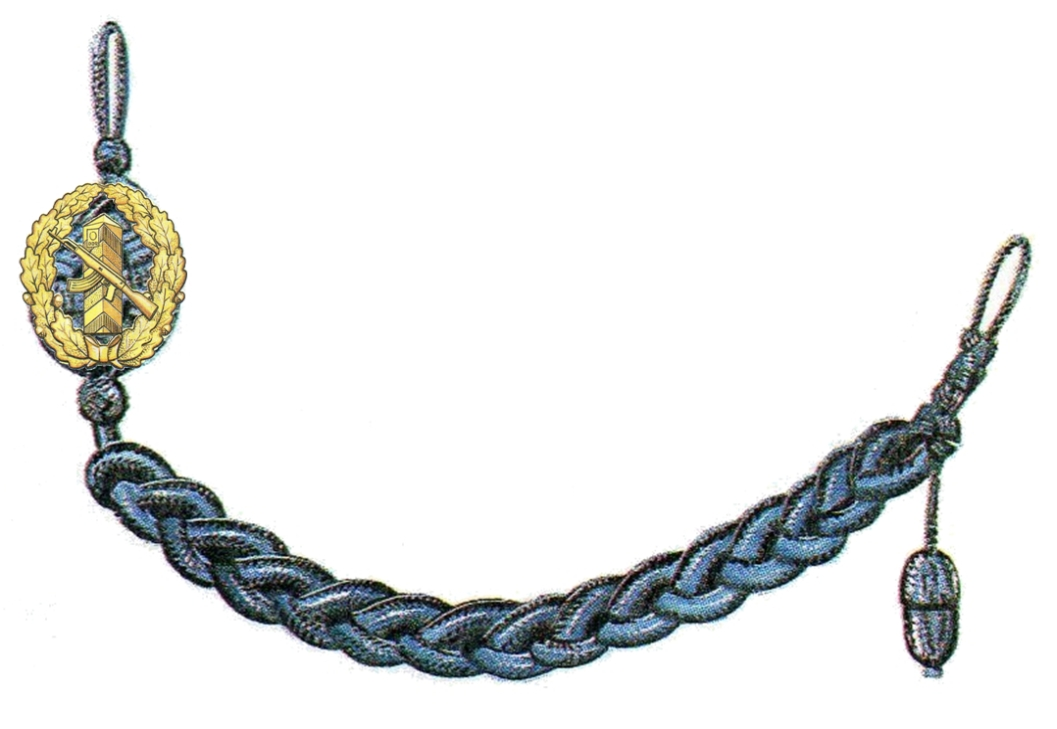
Schützenschnur der Grenztruppen zur See mit einer Eichel 1986–1990
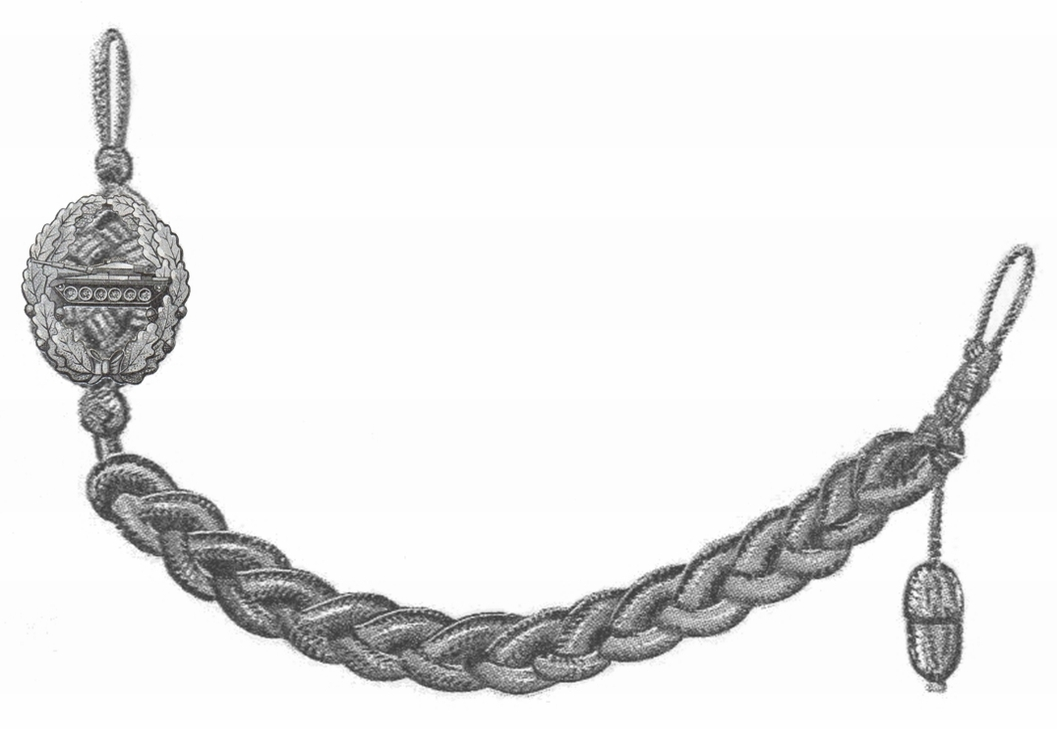
Schützenschnur der Turmbewaffnung für Panzer mit einer Eichel 1986–1990

## Stufeneinteilung
Die Schützenschnur der NVA gab es in vier Stufen. Bei der erstmaligen Erfüllung der Verleihungsbedingungen wurde nur die Schützenschnur nebst Auflage verliehen. Bei wiederholter Erfüllung (Stufe II bis IV) jeweils nur noch eine Eichel. Diese Tradition war bereits in der Wehrmacht praktiziert worden. Die maximale Verleihung betrug demnach drei Eicheln bei viermaliger Erfüllung der Verleihungsbedingungen.

## Aussehen und Arten der Schützenschnurauflagen

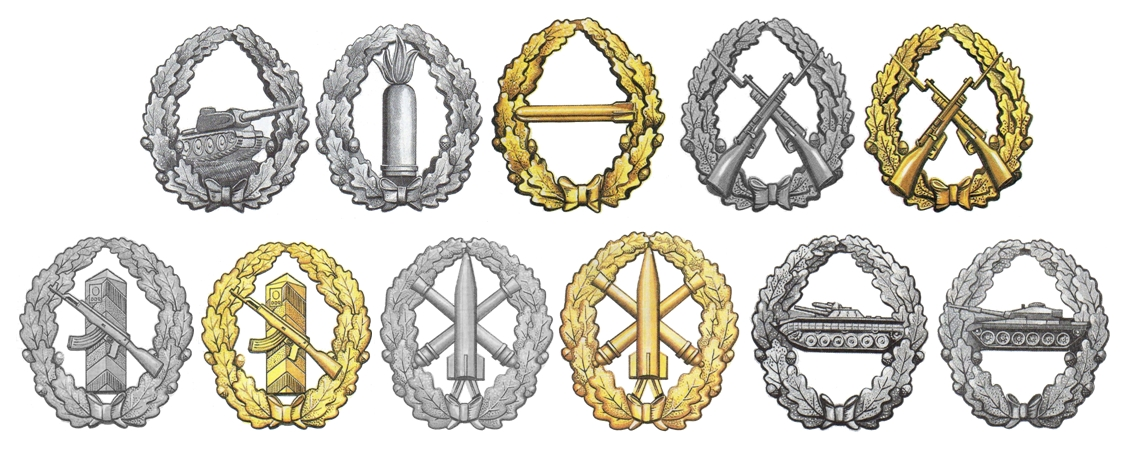
Übersicht der Schützenschnurauflagen der NVA

Die Schützenschnur der NVA ist circa 35 cm lang und besteht aus geflochtenem Aluminiumgespinst. Die Schützenschnüre der Grenzpolizei, Bereitschaftspolizei und VP Bereitschaften waren ebenfalls aus geflochtenem Aluminiumgespinst, jedoch mit grün durchwirkt, davon zehn Teile silbern zu zwei Teilen grün. Ausnahme bildete die Schützenschnur der Grenzpolizei der See, die aus zehn Teilen dunkelblau zu zwei teilen grün bestand.
Die dazu verliehenen Eicheln wurden stets im unteren Drittel der Schützenschnur angebracht. Entsprechend der Art der Schützenschnurauflage bestehen diese Auflagen aus einem 50 mm hohen und 45 mm breiten silberfarbenen oder goldenen Abzeichen und zeigen innerhalb eines Eichenlaubkranzes das Abzeichen der verleihenden Truppengattung.

### 1957 bis 1960
- Landstreitkräfte
  - Schützenwaffen (silberfarbene Auflage mit silberfarbener Schützenschnur)
  - Artillerie (silberfarbene Auflage mit silberfarbener Schützenschnur)
  - Panzer (silberfarbene Auflage mit silberfarbener Schützenschnur)

- Seestreitkräfte
  - Schützenwaffen (goldfarbene Auflage mit blauer Schützenschnur)
  - Artillerie Seestreitkräfte (goldfarbene Auflage mit blauer Schützenschnur; nicht verliehen)
  - Torpedo (silberfarbene Auflage mit blauer Schützenschnur; nicht verliehen)
  - Torpedo (goldfarbene Auflage mit blauer Schützenschnur)

Die Schützenschnur für Artillerie und Panzer wurde von 1957 bis 1960 bis zur zweiten Stufe verliehen, die der Schützenwaffen sogar bis zur höchsten 4. Stufe. Die Auflage für die Schützen zeigt zwei gekreuzte Gewehre mit ausgeklapptem Bajonett, wohin hingegen die Artillerieauflage eine aufrecht stehende flammende Granate zeigt. Die Version für die Panzereinheiten zeigt dagegen einen von links nach rechts fahrenden stilisieren sowjetischen Panzerkampfwagen. Die Verleihung der Schützenschnur für Torpedo wurde 1960 eingestellt.

### Ab 1985
Mit Wirkung zum 1. Dezember 1985 wurden mit der Anordnung 05/85 neue Schützenschnüre eingeführt und im April 1986 erstmals verliehen. Wobei das Wort neu übertrieben war. So war die Schützenschnur selber unverändert geblieben und bestand für die Angehörigen der Land- und Luftstreitkräfte und Grenztruppen der DDR weiterhin aus silberfarbenen Silbergespinst sowie für die Marine und Grenztruppen der Marine in Dunkelblau. Demzufolge gab es ab 1985 folgende Arten von Schützenschnüren:
- Landstreitkräfte
  - Schützenwaffen (silberfarbene Auflage mit silberfarbener Schützenschnur)
  - Artillerie (silberfarbene Auflage mit silberfarbener Schützenschnur)
  - Turmbewaffnung Panzer (silberfarbene Auflage mit silberfarbener Schützenschnur)
  - Turmbewaffnung SPz/SPW (silberfarbene Auflage mit silberfarbener Schützenschnur)

- Volksmarine
  - Schützenwaffen (goldfarbene Auflage mit blauer Schützenschnur)
  - Artillerie (goldfarbene Auflage mit blauer Schützenschnur)

- Grenztruppen
  - Land: Schützenwaffen der Grenztruppen (silberfarbene Auflage mit silberfarbener Schützenschnur)
  - Küste: Schützenwaffen der Grenztruppen (goldfarbene Auflage mit blauer Schützenschnur)[2]

Die Schützenschnurauflage wurde, im Gegensatz zu ihren Vorläufern, um 1 mm vergrößert und besitzt nun die Maße 51 mm (Höhe) × 46 mm (Breite). Sie zeigt bei den Schützenwaffen unverändert im Eichenlaubkranz zwei gekreuzte Gewehre mit ausgeklapptem Bajonett. Die Auflage der Grenztruppen zeigt hingegen in einem Eichenlaubkranz einen Grenzpfosten der DDR mit davor liegender AK-47, ebenfalls in einem Eichenlaubkranz, eine aufrecht stehende Rakete vor zwei gekreuzten altertümlichen Kanonenrohren. Für die ebenfalls neu geschaffenen Auflagen der Turmbewaffnung für Panzer und Schützenpanzer bzw. Schützenpanzerwagen zeigt bei ersteren einen nach links fahrenden T-72 und bei letzteren einen BMP-1.

## Sonstiges
Für Paradeanlässe und Festakte gab es auch Schützenschnüre ohne Applikationen, so genannte „Repräsentationsschnüre“. Bis 1984 waren etwa 1300 Repräsentationsschnüre an Angehörige des Ministeriums für Staatssicherheit verliehen worden.

## Trivia
Im NVA-Jargon war die Schnur als „Affenschaukel“ bekannt.